# 波盧博特基
51°33′31″N 31°17′7″E / 51.55861°N 31.28528°E

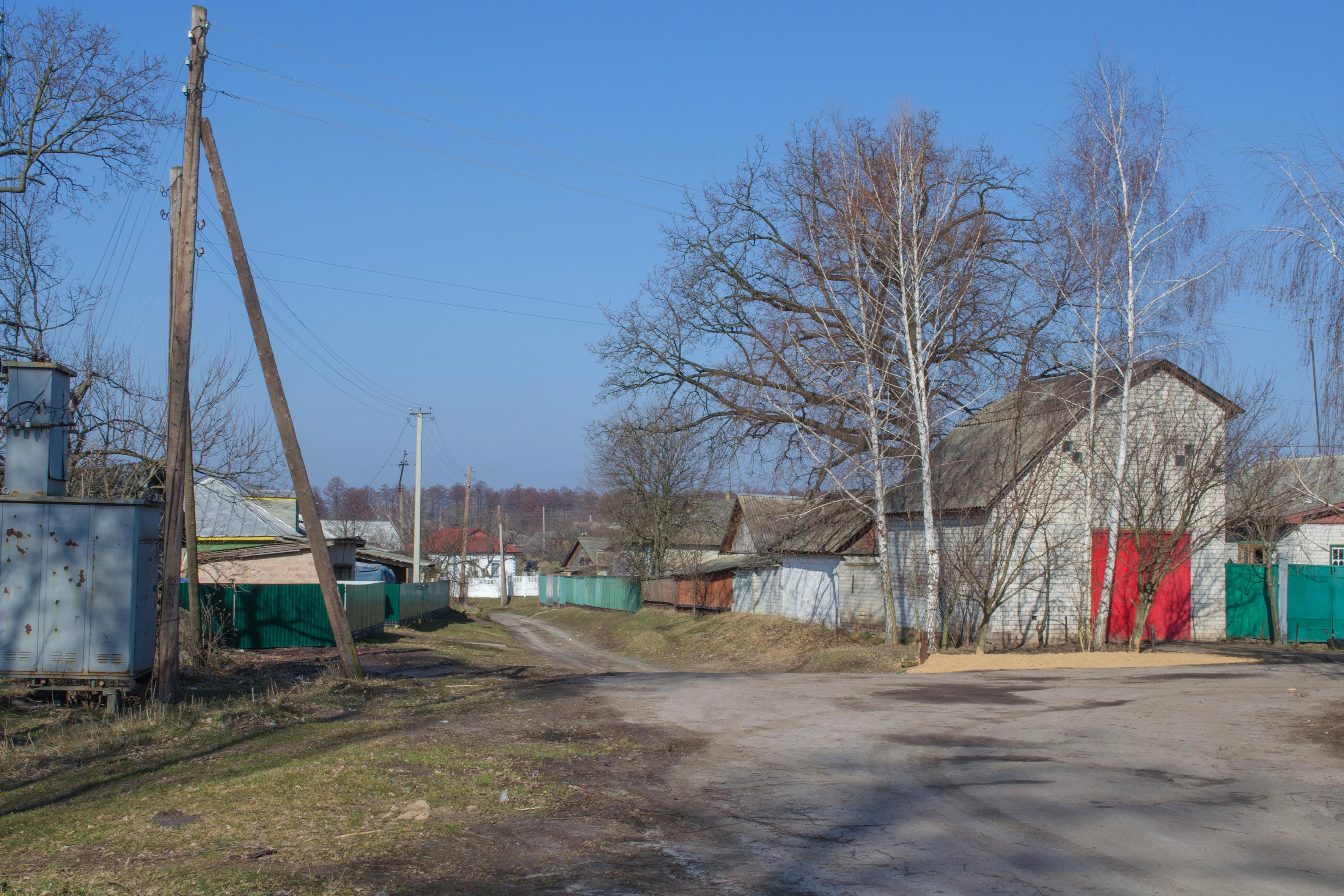

波盧博特基（烏克蘭語：Полуботки），是烏克蘭北部切爾尼希夫州切爾尼希夫區新比洛乌斯市镇的村落。始建於1638年，面積0.16平方公里，海拔高度130米，2001年人口249，人口密度每平方公里1,537人。